# Madrigal (Literatur)
Das Madrigal stellt eine literarische Form der italienischen Lyrik des 14. Jahrhunderts dar. Sie entstand aus der musikalischen Form des Trecento-Madrigals des 14. Jahrhunderts, meist zweistimmigen unbegleiteten Vokalstücken, und ist verwandt mit dem Rondeau und der Ballade. 
Im 15. Jahrhundert geriet das Trecento-Madrigal als musikalische Praxis in Vergessenheit und transformierte sich in eine rein literarische Form. 
Das literarische Madrigal besteht üblicherweise aus zwei oder drei Stanzen mit drei Doppelversen sowie einem anschließenden Refrain aus zwei sich reimenden Versen. Stanzen waren einst wichtigste Form der italienischen Liebeslyrik. Der wichtigste Vertreter des Madrigals ist Petrarca.